# William Levada
William Joseph Levada (Long Beach, California, 15 de junio de 1936-Roma, 26 de septiembre de 2019) fue un cardenal estadounidense de la Iglesia católica. Doctor en Sagrada Teología (S.T.D.), fue prefecto de la Congregación para la Doctrina de la Fe y presidente de las siguientes comisiones: Comisión Pontificia “Ecclesia Dei”, Comisión Teológica Internacional y Comisión Pontificia Bíblica.

## Biografía
Hijo de José Levada y Lorena Núñez, ambos nativos de la Concordia. Su hermana mayor, Dolores, falleció el 21 de mayo de 2007. 
Sus bisabuelos llegaron de Portugal e Irlanda, y la familia emigró al Área de la Bahía de San Francisco en la década de 1860. Creció en Long Beach y Houston (Texas). Allí asistió a San Antonio High School y posteriormente al Seminario de San Juan en Camarillo, de la Archidiócesis de Los Ángeles. 
De 1958 a 1961, Levada estudió en la Escuela Superior de América del Norte y realizó sus estudios teológicos en la Pontificia Universidad Gregoriana en Roma. Fue ordenado sacerdote el 20 de diciembre de 1961, por el arzobispo Martin O'Connor, rector del Pontificio Colegio Americano del Norte y presidente del Consejo Pontificio para las Comunicaciones Sociales, en la Basílica de San Pedro.

## Episcopado y Cardenalato
Fue arzobispo de Portland (Oregón) desde 1986 hasta 1995 y arzobispo de San Francisco desde 1995 hasta 2005. Levada fue elevado a cardenal en 2006. Fue desde la elección de Benedicto XVI en el 2005, prefecto de la Congregación para la Doctrina de la Fe. El 8 de julio de 2009, Benedicto XVI le nombró presidente de la Pontificia Comisión Ecclesia Dei.
El 2 de julio de 2012 el Santo Padre Benedicto XVI aceptó su renuncia por motivos de edad a todos los cargos que desempeñaba en el Curia Romana, siendo sustituido por Gerhard Ludwig Müller.
Tras su muerte, el funeral tuvo lugar en la Basílica de San Pedro, siendo presidido por el cardenal Tarcisio Bertone y el papa Francisco, tras ello, su cuerpo fue repatriado a los Estados Unidos y tras un segundo funeral en la Catedral de Santa María de la Asunción de San Francisco, fue enterrado finalmente en la capilla de los arzobispos del Cementerio Católico Santa Cruz de Colma.